# 지방도 제375호선
지방도 제375호선은 경기도 양주시 광적면 능안 교차로와 연천군 미산면 마전리를 잇는 경기도의 지방도이다.

## 연혁
- 2005년 3월 28일 : 지방도 제375호선을 새로 지정[1]
- 2012년 7월 2일 : 양주시 광적면 가납리 가납 교차로 ~ 대지1 교차로 1.56km 구간 개통[2]
- 2012년 9월 21일 : 가납 ~ 운암간 도로(양주시 광적면 가납리 가납 교차로 ~ 은현면 운암리 은현 교차로) 6.66km 구간 개통[3]
- 2024년 11월 22일 : 은현 ~ 봉암간 도로(양주시 은현면 선암리 ~ 봉암리) 3.88km 구간 확장 개통, 기존 1.3km 구간 폐지[4]

## 주요 경유지
- 양주시
  - 광적면 능안 교차로 - 세낭골 교차로 - 대모시1 교차로 - 대모시2 교차로
  - 은현면 도하리 - 도하1 교차로 - 도하2 교차로 - 운암교 - 운암 교차로 - 은현 교차로 - 은현2 교차로 - 선암리 - 은현면 행정복지센터 - 장현사거리 - 하패리 - 봉암교 - 봉암리 - 봉암삼거리 - 봉암저수지 - 봉암리 - 간패고개

- 연천군
  - 전곡읍 간패고개 - 간파리 - 간파교 - 양원리

- 파주시
  - 적성면 아마니고개삼거리 - 적암삼거리 - 적암초등학교 - 어유지리삼거리 - 어유지리

- 연천군
  - 미산면 삼화리 - 삼화교 - 마전리

## 중복 구간
- 양주시 은현면 은현 교차로 ~ 은현2 교차로 : 국가지원지방도 제56호선과 중복
- 파주시 적성면 아마니고개삼거리 ~ 어유지리삼거리 : 국도 제37호선과 중복

## 도로명
- 양주시 광적면 능안 교차로 ~ 은현면 은현 교차로 : 백은로
- 양주시 은현면 은현 교차로 ~ 은현2 교차로 : 화합로
- 양주시 은현면 은현2 교차로 ~ 봉암삼거리 : 은현로
- 양주시 은현면 봉암삼거리 ~ 파주시 적성면 아마니고개삼거리 : 양연로
- 파주시 적성면 아마니고개삼거리 ~ 어유지리삼거리 : 율곡로
- 파주시 적성면 어유지리삼거리 ~ 연천군 미산면 마전리 : 어삼로